# Lac du Verney
Der Lac du Verney ist ein Stausee im Département Isère in der französischen Gebirgsregion Oisans, der vom Fluss Eau d’Olle und seinen Zuflüssen dotiert wird. Seit 2006 findet hier das Schwimmen des Triathlon EDF Alpe d’Huez statt.